# Поуп, Александр

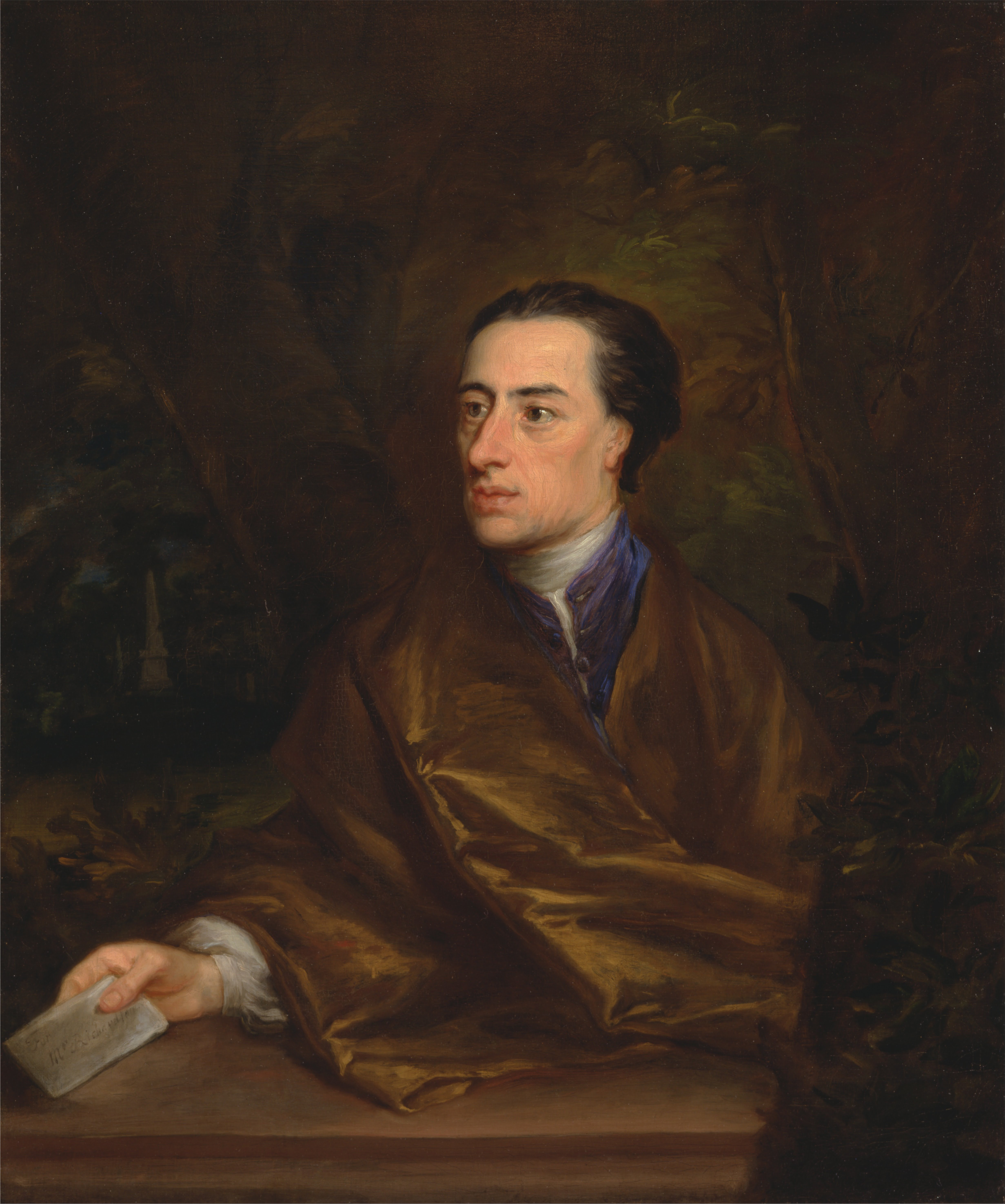
Портрет Александра Поупа кисти Джонатана Ричардсона (1738)

Алекса́ндр По́уп, также Поп (англ. Alexander Pope; 21 мая 1688 года, Лондон, Англия — 30 мая 1744 года, Твикенхэм, Англия) — английский поэт, один из крупнейших авторов британского классицизма. Согласно Оксфордскому словарю цитат, второй по цитируемости писатель на английском языке после Шекспира. Некоторые из его стихов стали крылатыми фразами.

## Биография
Отец его, католик и приверженец падшей династии Стюартов, не захотел видеть торжество вигов и протестантизма, оставил Лондон и поселился в небольшом поместье, в окрестностях Виндзора. Поуп был болезненный, хилый мальчик, горбун. Не имея возможности принимать участие в играх сверстников, он с детства приучился искать себе утешения в мире идеальном и перечитал массу книг из библиотеки своего отца. Двери в общественные школы были в то время закрыты для католиков, и он не мог получить систематического образования; тетка выучила его читать, католический священник дал ему первые уроки латинского и греческого языков. С 12-летнего возраста он был совершенно предоставлен самому себе и начал писать стихи. Первым его критиком был отец, который смотрел на поэзию исключительно со стороны формы и ценил звучную рифму выше всего. Советы отца и чтение Дж. Драйдена, которого Поуп считал лучшим поэтом Англии, определили ещё в раннем возрасте стремление его к классическим сюжетам и чистоте формы.
Поуп реформировал английское стихосложение, разработав александрийский стих (в английской традиции — «героический куплет»). Он перевёл «Илиаду» Гомера на английский язык пятистопным ямбом, при участии Парнелла; с участием Фентона и Брума — «Одиссею». Поуп — автор философских («Опыты морали», «Опыт о человеке»), сатирических («Дунсиада») и ироикомических поэм («Похищение локона»). Автор эпитафии на надгробии сэра Исаака Ньютона.
Поуп состоял в кружке Мартина Писаки (Scriblerus Club) — клубе консервативно настроенных литераторов из партии тори, который собирался в Лондоне по субботам в 1713—1174 годах и, в несколько изменённом составе, в 1715—1178 годах. Его костяк составляли Джонатан Свифт, Александр Поуп, Джон Арбетнот, Томас Парнелл, Джон Гей (секретарь) и виконт Болингброк). В марте 1713 года была опубликована поэма «Виндзорский лес», которая принесла ему огромный успех. 
Александр Поуп провёл большую часть жизни на вилле в Твикнеме (ныне западное предместье Лондона) и не раз воспевал его в своих стихах. В соседнем Строберри-Хилл (англ. Strawberry Hill) поселился позднее Хорас Уолпол, интерьеры его резиденции стали первыми в Европе примерами неоготики.
А. Поуп завещал значительную сумму литературному критику, епископу Глостерскому Уильяму Уорбертону, который довольно лестно отзывался о его сочинениях.

## Память
Три спутника планеты Уран названы в честь героев поэмы Поупа «Похищение локона» (англ. Rape of the Lock): Белинда, Умбриэль и Ариэль (последний также появлялся ранее и в «Буре» Шекспира).

## Издания на русском языке
- Поэмы. — Состав. и ком. А. Субботина; Вступит. статья И. Шайтанова. — М.: Художественная литература, 1988. — 239 с.; 25 000 экз.
- Поп, Александр. Похищение локона. Ироикомическая поэма / Перевод с английского, вступление и примечания Ильи Кутика // Новый мир. 2014. № 12
- Весь Александр Поуп и ценимые им поэты / пер. с англ. Ильи Кутика. — М.: Водолей, 2023. — 912 с. — ISBN 978-5-91763-599-6